# 梁植文
梁植文（1933年—），广东南海人，中华人民共和国学者、社会活动家，中国民主促进会中央委员会原常务委员，吉林省政协原副主席，吉林省社会主义学院原院长，第八届全国政协委员，第九届全国政协常委。

## 生平
梁植文生于广东南海，幼年随父亲逃往香港。1952年返回中国大陆。1957年毕业于东北师范大学数学系。